# Имена на Истанбул
Истанбул или Цариград (на средногръцки: Κωνσταντινούπολις, Константинуполис или Πόλις, Полис т.е. Градът, на латински: Constantinopolis; старобългарски: Цѣсарьградъ, Царьгра̀дъ; на османски турски: قسطنطینية, Константиние; на руски: Царьгра́д, Царгород; на гръцки: Κωνσταντινούπολη, Константинуполи; на сръбски: Цариград; на румънски: Ţarigrad) е стара имперска столица и през многовековното си съществуване е имал много имена с различен произход. Имперския център Константинопол българите от VIII-XI в. нарекли Цариград и това българско име, подчертаващо ролята му на седалище на римския император, става общоприето и за всички славяни от Русия, Полша, Чехия, Хърватия, Сърбия, както и за власи и молдовци.

## Византион
Градът носи името Византион (на старогръцки: Βυζάντιον) от основаването си през 667 пр.н.е. от мегарски колонисти до 330 година. Името изхожда от тракийското „биза“, „виза“ (град, крепост) и по името на мегарския владетел Бизас или Бизантас (на гръцки: Βύζας или Βύζαντας). На български името се е наложило с византийското и новогръцко произношение Византион. Името Византион има и латинизирана форма Byzantium (Бизантиум или Бизанциум).
От Византион произлиза и името на Византийската империя, което никога не се е употребявало в самата империя и е използвано за пръв път в 1557 година от германския историк Йеронимус Волф.
За кратко през 3 век градът носи името Августа Антония (на латински: Augusta Antonia), дадено му от римския император Септимий Север в чест на сина му Антоний, бъдещият император Каракала.

## Секунда Рома и Нова Рома
След избора му за нова имперска столица от император Константин Велики и цялостното му преустройство, на 11 май 330 година Византион е прекръстен на Секунда Рома (на латински: Secunda Roma; на гръцки: Δευτέρα Ρώμη, в превод Втори Рим). От 5 век се появява и името Нова Рома (на латински: Nova Roma), в превод Нов Рим. Нито едно от тези две имена не се налага и градът скоро започва да се нарича с името на своя нов основател. Името Нов Рим е използвано от византийските автори в контекста на Голямата схизма и по-късно, за да покажат равнопоставеността и предимството на източния патриаршески трон – името е запазено и в титлата на Вселенския патриарх – „…на Константинопол, Новия Рим“.

## Константинопол – Кунстантиние
Градът носи името Константинопол/Кустантиние точно 16 века – от 330 година до 28 март 1930. Името произлиза от гръцки Κωνσταντινούπολις (новогръцки Κωνσταντινούπολη) – градът на Константин. Успоредно на Константинопол във византийската епоха продължава да се използва и името Византион, предимно в исторически план. Името Константинопол във Византия често е съкращавано само на Πόλη, Градът. На арменски разговорно също се нарича Полис/Болис (Պոլիս).
След османското завоевание името Констанинопол е променено на Кустантиние на турски (قسطنطينيه) и Константиня на арабски (القسطنطينية), които също означават градът на Константин. Градът е означаван като Кустантиние върху монетите чак до XVIII век. Това е официалното име на града по време на Османската империя, с изключение на кратък период в края на 18 и началото на 19 век – в 1770 година Мустафа III (1717 – 1774) забранява Кунстантиние и заповядва върху монетите да се постави името Исламбол/Исламбул, означаващо пълен с ислям. Исламбол се появява скоро след завоеванието в 15 век, а някои източници от 17 век, като Евлия Челеби например, твърдят, че това е обичайното турско име на града.
Името Кустантиние се среща и върху последните османски монети от началото на XX век.

## Истанбул
На 28 март 1930 г. градът официално е преименуван от турските власти с разговорното си име Истанбул. Смята се, че Истанбул (İstanbul) е от гръцки произход – от фразата εις την Πόλη (ис тин поли) или στην Πόλη, (стин поли), означаваща в града или към града. Незнаещите гръцки език турци сливат предлога, определителния член и съществителното в едно цяло, което е възприемано като собствено име. В съвременния турски език има и други подобни примери за образувани по този модел топоними – Измит (İzmit) и по-ранната форма Изникмит (İznikmit) произлизат от гръцкия топоним Никомидия (εις Νικομήδεια), Изник от гръцкия Никея (εις Νίκαια), Самсун (σε + Αμισός). Появата на началното i в тези топоними може да отразява старата гръцка форма на предлога от – ис (εις) или да се дължи на турски фонетичен закон.
Друг един вариант на произхода на името е чрез отпадане на една част от буквите от името Константинополис > Станполис > Станпол > Станбол. В съзвучие с османотурската граматична практика, при която не може да съществува сричка, която да започва с две съгласни се прибавя гласната „и“ по този начин се образува познатото ни название на града – Истанбул.
Истанбул дава различни вариации в другите езици като Стамбул в български и руски, Stamboul в английски, Stamboll в албански, Stenbol в кюрдски и прочее.

## Цариград
Традиционното славянско име за града е Цариград (старобългарски: Цѣсарьградъ, църковнославянски: Царьгра̀дъ, руски: Царьгра́д, на латиница се изписва като Tsargrad, Czargrad или Tzargrad). В миналото името се употребява и във Влашко и Молдова.
Думата е старобългарска по произход. Тя означава „градът на царя“ или „градът на цезаря“ и е получена чрез свързването на думите „цѣсарь“ (съкратена по-късно до „царь“) вместо caesar (т.е. цезар, кесар) и „градъ“.
Името Цариград/Царград/Царевград е използвано през средните векове от славянските народи като наименование на различни престолни градове, предимно столицата на Второто българско царство Царевград Търнов и Константинопол – столицата на византийските императори. След падането на Балканите под Османска власт, думата започва да се използва изключително за обозначаване на град Константинопол (Истанбул), тъй като в народния език на балканските славяни султаните са наричани царе.
Терминът Царьградъ става популярен в Московското княжество, когато през 15 век там започват да възприемат византийски обичаи. След падането на Константинопол в 1453, младата Руска империя започва да гледа на себе си като на последното продължение на Римската империя (вижте Трети Рим). Това вярване се поддържало от редица популярни дейци на Руската православна църква и било допълнително подкрепено от брака на Иван III с племенницата на последния византийски император. Владетелите на Русия приели титлата цар и затова поради името си, изгубеният град Цариград звучал на хората тайнствено и величествено. Руските императори-царе обявили, че си поставят за цел да възвърнат свободата на града, но въпреки разширението на империята на юг, това никога не се осъществило.
Името Цариград все още се употребява в българския език, предимно в исторически, културен, литературен или религиозен контекст, но все още се среща и като стандартно наименование на Истанбул.
В руски днес думата Царьград е архаизъм.

## Миклагард
Староскандинавско име на Истанбул е и Миклагорд или Миклагардр (Miklagård, Mikligarðr) (mikill + garðr = Големият град или Великият град), запазено в днешния исландски под формата Миклигардур (Mikligarður).